# 青山忠貴
青山 忠貴（あおやま ただたか）は、江戸時代前期から中期にかけての丹波国亀山藩の世嗣。官位は従五位下・筑後守。

## 略歴
万治元年（1658年）、信濃国小諸藩主（後に遠江国浜松藩初代藩主）青山宗俊の五男として誕生した。正室は雨宮正長娘。
元禄元年（1688年）、兄で浜松藩3代藩主（後に丹波亀山藩初代藩主）の青山忠重の養子になって後継者に指名されていたが、兄に先立って正徳3年（1713年）に死去した。享年56。
このため、青山氏の家督は忠重の四男・俊春が継ぐこととなる。